# K Alexander

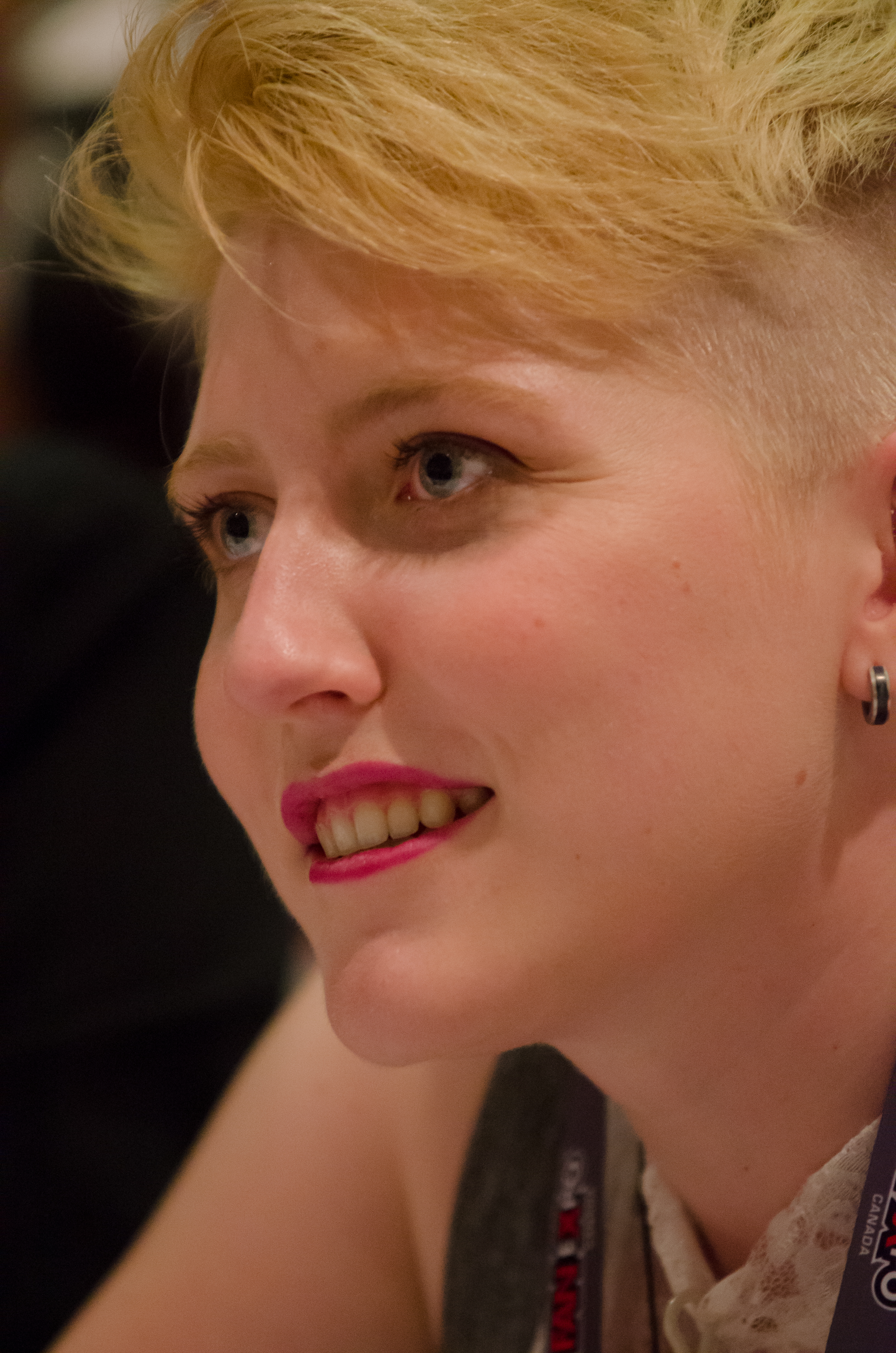
K Alexander (2015)

K Alexander (* 9. Oktober 1992 in Ottawa, Ontario) ist kanadischer Nationalität, in der Filmbranche tätig, schreibt Drehbücher und widmet sich der Schauspielkunst.

## Leben
Alexander wuchs in Ottawa auf und wollte zunächst Medizin studieren, entdeckte aber durch einen Kurs in der Schule das Interesse an der Schauspielerei. Von 2010 bis 2014 studierte Alexander Theatre and Drama Studies an der University of Toronto Mississauga und absolvierte gleichzeitig eine Schauspielausbildung am Sheridan College in Toronto.
Alexander erklärte sich 2015 als genderqueer (nichtbinär: weder Mann noch Frau) und beansprucht das englische geschlechtsneutrale Pronomen they (im Deutschen nicht übersetzbar). Auch Medienberichte nutzen diese Art der Formulierung.

## Karriere
Alexander wurde durch die Darstellung von LaFontaine in der Webserie Carmilla international bekannt; LaFontaine wird als nichtbinär dargestellt. Für die Tweets zur Show erhielt Alexander 2014 bei den AfterEllen Visibility Awards den Publikumspreis „Favorite Tweeter“. Im Kinofilm The Carmilla Movie, der auf der Webserie beruht, spielt Alexander erneut S. LaFontaine. Der Film war am 26. Oktober 2017 in ausgewählten kanadischen Kinos zu sehen.
Außerdem erfand und produzierte Alexander die Webserie Couple-ish, schrieb dafür das Drehbuch und spielte die Hauptrolle. Die Hauptfigur Dee basiert auf Alexanders eigenem Leben. Couple-ish wurde 2015 als „Beste Indie-Serie“ für den Streamy Award nominiert.
2016 stellte Alexander in fünf Episoden der Miniserie Full out Max dar und trat im selben Jahr im Musikvideo Melete von Laurence Made Me Cry auf. Außerdem moderierte Alexander den Orphan-Black-Podcast.
Im Januar 2019 veröffentlichte Alexander ein Musikalbum mit dem Titel Time Tells, produziert von Erik Solarski. Alexander komponierte die Musik, sang und schrieb die Texte zu den fünf Liedern.

## Filmografie
- 2014: Motives & Murders: Cracking the Case (Fernsehserie, 1 Folge)
- 2014–2016: Carmilla (Webserie, 82 Folgen)
- 2014–2016: Couple-ish (Webserie, 21 Folgen)
- 2016: Made Me Cry
- 2016: Full Out (Miniserie, 5 Folgen)
- 2017: The Carmilla Movie (Spielfilm)
- 2019: Super Care (Miniserie)
- 2019: The Bold Type – Der Weg nach oben (Fernsehserie, 1 Folge)
- 2020: Slo Pitch (Webserie, 3 Folgen)

## Nominierungen
- 2015: Streamy Award „Beste Indie-Serie“ für Couple-ish